# امرینگن
امرینگن (به آلمانی: Emeringen) یک شهر در آلمان است که در الب-دانو-کریس واقع شده‌است. امرینگن ۱۴۰ نفر جمعیت دارد.